# Буханко, Антон Андреевич
Антон Андреевич Буханко (род. 1 июля 1986, Усть-Каменогорск, СССР) — российский хоккеист.

## Биография
Воспитанник усть-каменогорского хоккея.
Выступал за профессиональные команды «Газовик» (Тюмень), «Автомобилист» (Екатеринбург), «Металлург» (Магнитогорск), «Витязь» (Подольск), ХК «Белгород», «Южный Урал» (Орск), «Лада» (Тольятти), ТХК (Тверь) и «Динамо» (Санкт-Петербург).
В сезоне 2006/07 гг. сыграл один матч в Российской хоккейной лиге за ХК МВД. В 2009 году подписал контракт с магнитогорским «Металлургом». Всего за команду за три сезона сыграл 9 матчей, заработал 10 минут штрафа. Выступал также в ВХЛ за орский «Южный Урал». В декабре 2011 года был признан лучшим игроком недели в ВХЛ.
В сезоне 2012/13 гг. играл в ВХЛ за тольяттинскую «Ладу». В мае 2013 года игрок подписал контракт с чеховским «Витязем» сроком на один год. В сезонах 2014/15 и 2015/16 гг. выступал за команду в КХЛ, время от времени играя в ВХЛ за тверской ТХК. В 2016 году переподписал контракт с командой.
В 2017 году перешёл в петербургское «Динамо».
Победитель Универсиады-2005 (Австрия) в составе Сборной России. Обладатель Кубка Петрова (2018) в составе петербургского клуба[уточнить]. Обладатель медалей ВХЛ: бронза (сезон 2015—2016 гг.), серебро (сезон 2019—2020 гг.), золото (сезон 2017—2018 гг.) и медали КХЛ: бронза в составе магнитогорского «Металлурга» (сезон 2008—2009 гг.).
5 июля 2020 завершил карьеру профессионального хоккеиста.

## Тренерская деятельность
Сезон 2020—2021 гг. провел в качестве тренера в «СКА-Неве». Сезон 2021—2022 гг. в качестве тренера по защитникам в «СКА-Варягах».